# 藤原房雄 (藤原南家)
藤原 房雄（ふじわら の ふさお）は、平安時代前期の貴族。藤原南家、阿波守・藤原真作の曾孫。遠江守・藤原達良麻呂の子。官位は従四位下・刑部大輔。

## 経歴
左近衛将監兼讃岐権掾を経て、貞観8年（866年）従五位下に叙爵。かつて讃岐権掾の任期中に同国で発生していた江沼美都良麿による殺人事件について、同年に刑部省による再審が行われ、当時の国司の裁断が誤審とされる。房雄は讃岐掾・高階全秀（杖60と贖銅6斤）と共に過失の責任が最も重いとされるが、遥任であったことから免罪となった。
貞観9年（867年）紀伊守に栄転するが、翌貞観10年（868年）には伊予権介に遷される。貞観14年（872年）太政大臣・藤原良房の薨去に伴って、左京権亮・藤原生丘と共に伊勢・美濃両国の固関使を務めた。
元慶2年（878年）正月に民部大輔に任ぜられるが、同年12月に橿日宮にて新羅が攻め寄せるとの宣託があったことから、大宰府で警戒を行うために左近衛少将兼大宰権少弐に任ぜられる。翌元慶3年（879年）正月に権官から正官の少弐に昇格した上で大宰府に下向した。その際、貞観11年（869年）に新羅の海賊対策のために大宰府を警護した坂上滝守の例に倣って、左近衛5名・右近衛3名が随身に付き、駅馬に乗って出発した。
大宰府に到着したのち、随身の近衛による乱暴な振る舞いが多数発生したため、近衛の首魁格で非常に狡猾であった采女益継を殺害した。しかし、これにより警護の業務に支障を来し、民間で悪い噂も発生したため、元慶4年（880年）5月に大宰少弐を解任されて肥後守に遷される一方、その意思は認められ正五位下に昇叙された。
のち、従四位下・刑部大輔に至る。寛平7年（895年）5月18日卒去。

## 官歴
- 時期不詳：正六位上。左近衛将監兼讃岐権掾
- 貞観8年（866年） 正月7日：従五位下
- 貞観9年（867年） 正月12日：紀伊守
- 貞観10年（868年） 正月16日：伊予権介
- 時期不詳：従五位上
- 元慶2年（878年） 正月11日：民部大輔。4月2日：次侍従。12月20日：左近衛少将兼大宰権少弐
- 元慶3年（879年） 正月11日：兼大宰少弐
- 元慶4年（880年） 5月13日：肥後守。5月23日：正五位下
- 時期不詳：従四位下。刑部大輔

## 系譜
『尊卑分脈』による。
- 父：藤原達良麻呂
- 母：紀宅主の娘
- 妻：平高棟の娘
  - 男子：藤原文峯
- 生母不明の子女
  - 男子：藤原文雅
  - 男子：藤原文見
  - 男子：藤原文宗
  - 男子：藤原文質
  - 男子：藤原文似